# Uśmiech losu (film 1927)

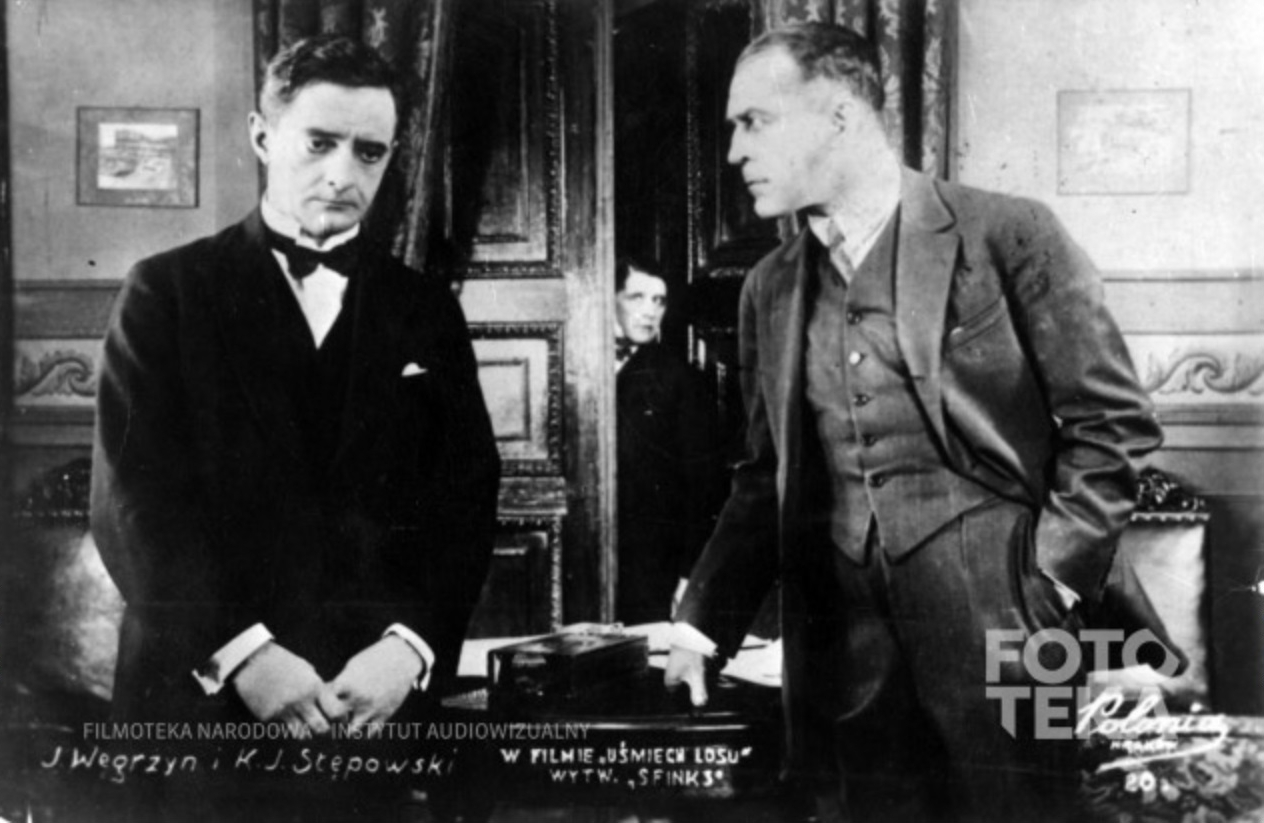
Józef Węgrzyn i Kazimierz Junosza-Stępowski w scenie z filmu

Uśmiech losu – polski film fabularny z 1927 roku na podstawie utworu dramatycznego Włodzimierza Perzyńskiego pod tym samym tytułem (scenariusz napisał sam autor). Film nie zachował się do dziś.
W głównej roli kobiecej wystąpiła Jadwiga Smosarska, największa gwiazda polskiego kina w okresie dwudziestolecia międzywojennego.

## Obsada
- Kazimierz Junosza-Stępowski – Jan Kozłowski
- Felicja Pichor-Śliwicka – matka Głębockiej
- Jadwiga Smosarska – Irena Głębocka
- Maria Balcerkiewiczówna – aktorka kabaretowa Łośnicka
- Mariusz Maszyński – kuzyn Ireny
- Józef Węgrzyn – Witold Siewski
- Romuald Gierasieński – baloniarz
- Roman Hierowski – narciarz
- Józef Śliwicki – adwokat Szamocki
- Piotr Orłowski – prokurator
- Loda Halama – tancerka kabaretowa
- Eugeniusz Bodo – tancerz kabaretowy
- Alicja Halama – tancerka
- Paweł Owerłło – przewodniczący sądu
- Tadeusz Olsza
- Włodzimierz Macherski
- Ludwik Lawiński
- Mieczysław Dowmunt

## Ekipa
- Reżyseria – Ryszard Ordyński
- Scenariusz – Włodzimierz Perzyński
- Zdjęcia – Zbigniew Gniazdowski
- Scenografia – Józef Galewski, Mieczysław Krawicz
- Produkcja – Sfinks